# Verona (Ohio)
Verona è un comune degli Stati Uniti d'America che si trova tra la contea di Montgomery e la contea di Preble nello Stato dell'Ohio. La popolazione era di 494 persone al censimento del 2010.

## Geografia fisica
Verona è situata a 39°54′12″N 84°29′17″W (39.903451, -84.488175).
Secondo lo United States Census Bureau, ha un'area totale di 0,47 miglia quadrate (1,22 km²).

## Società

### Evoluzione demografica
Secondo il censimento del 2010, c'erano 494 persone.

### Etnie e minoranze straniere
Secondo il censimento del 2010, la composizione etnica della città era formata dal 98,6% di bianchi e l'1,4% di due o più etnie.